# Carolin Golubytskyi
Carolin Golubytskyi (nume de fată Carolin Elisabeth Wutz, n. 19 decembrie 1985, Bad Mergentheim, Baden-Württemberg, RFG) este o floretistă germană, vicecampioană mondială la Campionatul Mondial de Scrimă din 2013.

## Carieră
A crescut în Königheim, în landul Baden-Württemberg. A început să practice scrima la vârsta de 5 ani la FC Tauberbischofsheim, unul dintre principalele centre scrimei de Germania. Prima sa antrenoare a fost Rosalia Gombos, apoi Ingo Weißenborn în perioadă 1995-1996. De atunci este pregătită de Serhii Holubîțkîi.
Primul rezultat mare din carieră a venit în 2000 cu o medalia de bronz la Campionatul Mondial pentru cadeți de la South Bend. În 2004 a cucerit aurul pe echipe la Campionatul Mondial pentru juniori de la Plovdiv. A participat la ambele probe la Jocurile Olimpice din 2008 de la Beijing, clasându-se pe locul 9 la individual și pe locul 5 pe echipe. În 2008 a cucerit medalia de bronz la individual la Campionatul European din 2008 de la Kiev. A fost laureată cu bronz pe echipe la Campionatul Mondial din 2009 de la Antalya.
La Jocurile Olimpice din 2012 a întâlnit-o pe italianca Elisa Di Francisca în tabloul de 16. Avea un avantaj de două tușe când a fost lovită la bărbie de cochilia adversarei ei și a căzut la pământ. Meciul a fost întrerupt câteva minute pentru intervenția medicului. Accidentarea a scos-o din ritm și ea a fost învinsă cu 9-15, Di Francisca devenind campioană olimpică în cele din urmă. Și-a luat revanșa la Campionatul Mondial din 2013 de la Budapesta, unde a întâlnit-o din nou pe Di Francisca, de data asta în semifinale. Carolin Golubytskyi a fost încă lovită cu pomoul la mască, Elisa Di Francesca primind un cartonaș rosu și o tușă de penalizare pentru joc periculos. Meciul s-a dus în timp suplimentar, unde Carolin Golubytskyi a câștigat la „tușa de aur”. A fost învinsă în finală de o altă italiancă, Arianna Errigo, și s-a mulțumit cu argint.
Este căsătorită cu fostul floretist ucrainean Serhii Holubîțkîi, al cărui nume îl poartă astfel cum este transcris pe pașaportul acestuia, adică „Golubytskyi”.

## Legături externe
- Prezentare Arhivat în 29 noiembrie 2014, la Wayback Machine. la Confederația Europeană de Scrimă